# ساميهج دوتي
ساميهج دوتي (بالإنجليزية: Sameehg Doutie)‏ (31 مايو 1989 بكيب تاون في جنوب أفريقيا - ) هو لاعب كرة قدم جنوب أفريقي في مركز الوسط. شارك مع منتخب جنوب أفريقيا تحت 20 سنة لكرة القدم ومنتخب جنوب أفريقيا تحت 23 سنة لكرة القدم. أما مع النوادي، فقد لعب مع أورلاندو بيراتس وأياكس كيب تاون وبيدفيست ويتس وسوبر سبورت يونايتد وأتلتيكو كلكتا.

## روابط خارجية
- ساميهج دوتي على موقع قاعدة بيانات كرة القدم.إي يو (الإنجليزية)
- ساميهج دوتي على موقع Soccerway.com (الإنجليزية)